# Claude Lebet
Claude Lebet (La Chaux-de-Fonds, 29 settembre 1956) è un liutaio svizzero.

## Biografia
Figlio di un pastore protestante e di una musicista, appena dodicenne si è avvicinato alla liuteria iniziando a frequentare la bottega di un piccolo liutaio nei luoghi della propria infanzia. Dopo aver conseguito la maturità classica e aver frequentato per otto anni il Conservatorio musicale studiando violoncello, a diciotto anni si è trasferito a Cremona per frequentare la Scuola internazionale di liuteria dove si è diplomato nel 1979-1980, dopo la quale ha frequentato stage di alta formazione professionale in importanti atelier internazionali a Ginevra, Parigi e New York.
Tornato nel 1984 a La Chaux-de-Fonds, ha aperto il proprio atelier. Grazie alla presenza, nella sua cittadina, di un auditorium usato in quegli anni dalla casa discografica Philips per la produzione dei propri dischi, il liutaio Claude Lebet ha avuto modo di entrare in contatto e di lavorare per numerosi importanti musicisti (il violoncellista Paul Tortelier, il violinista Arthur Grumiaux, il violinista Henryk Szeryng, il Beaux Arts Trio di New York, ed altri ancora). L'incontro, in quegli anni, con i componenti dell'orchestra italiana de I Musici (noti anche con il nome di I Musici di Roma) fu particolarmente importante. Fu proprio accogliendo un loro invito, infatti, che, nel 1993, Claude Lebet aprì dapprima una succursale a Roma, per poi trasferirvisi definitivamente nel 2001 con il suo atelier.
Questo periodo di 20 anni a La Chaux-de-Fonds, è raccontato in 35 min nel film documentario della regista Svizzera Jacqueline Veuve, "Claude Lebet, Luthier" prodotto nel 1988 da DER Documentary. Questa produzione a come protagonista Claude Lebet, e descrive la nascita di un violino, dalla scelta dell'albero alla consegna al Violinista.
Nel corso della propria attività di liutaio, Claude Lebet ha costruito personalmente un numero modesto di strumenti, ma dalla sua bottega sono stati creati una quantità elevata di violini, viole e violoncelli portanti la sua etichetta. Come esempio particolare della capacità dei liutai del suo Atelier di produrre un altissimo numero di strumenti, Claude Lebet ha avuto modo di esprimere questa attitudine costruendo, esperienza del tutto inconsueta nel panorama della moderna liuteria, tutti gli strumenti ad arco di un'intera orchestra, e cioè dell'Orchestra di Tbilisi, per la quale, in poco più di due anni, tra il 2007 e il 2009, i liutai del suo laboratorio hanno realizzato 52 strumenti, tra violini, viole e violoncelli sotto la sua firma. Assecondando questa inclinazione, Claude Lebet ha costruito anche diversi quartetti d'archi (violini, viola, violoncello), di cui si servono stabilmente degli ensemble, tra cui si ricordano il Quartetto Ravel, e in seguito il quartetto che ha deciso d'intestarsi proprio al nome del liutaio che ha realizzato i loro strumenti, il Lebet String Quartet di Rotterdam.
Esperto riconosciuto a livello internazionale, Claude Lebet si è anche dedicato al restauro e alla compravendita di strumenti antichi, e a seguito di questa attività dal 2011 è stato indagato dalla magistratura romana e svizzera. 
Ha inoltre allestito degli atelier temporanei per prestare la propria opera in occasione di importanti manifestazioni musicali, come, per esempio, il Festival di Verbier, il Menuhin Festival di Gstaad, il Festival di Divonne, così come ha anche allestito un atelier temporaneo per prestare assistenza presso l'Orchestra di Tblisi e a quella del Cairo Opera House.
Claude Lebet ha realizzato gli strumenti e recitato la parte di Andrea Amati nel film di Gérard Corbiau "Saint-Germain ou la Négociation " (2003) e appare nei romanzi di Jean Diwo "Les Violons du Roi " (éd. Denoel 1990) e "Moi, Milanollo, Fils de Stradivarius" (éd. Flammarion 2007) Inoltre è personaggio chiave e dedicatario del romanzo scritto e illustrato da Emiliano Marinucci "Les Yeux du Violon" (2013).

## Saggi
- Les Luthiers Neuchatelois - 1979 (francese)
- Le Dictionnaire Universel des Luthiers 3° Volume del Vannes 1985 (francese) (esaurito)
- Les Deux Stradivarius de Domenico Dragonetti - 1990 (francese e inglese)
- Le Quatuor Stradivarius, Nicolo Paganini - La correspondance de J.B. Vuillaume a A.Paganini-1994 (francese e inglese)
- Le Violoncelle Davidoff de G.B. Guadagnini, Turin, 1780 - 1995 (francese, tedesco e inglese)
- Le Violoncelle Mainardi Baldovino, Grancino, Milano, 1710 - 1999 (italiano e inglese)
- La Pochette du Maitre a Danser - 1999 (francese e inglese) (esaurito)
- A Cordes et a Vent - 2002 (francese)
- La Pochette du Maitre a Danser - 2ª Edizione ampliata e rivisitata, Roma 2007 (francese, italiano, inglese)
- Roma e i suoi Leutari - Roma, 2007 (italiano e inglese)
- Il Violino "De Baillot" Antonio Stradivari, Cremona 1732

## Mostre
- 1978 – 1979: Musée des Beaux-Arts, La Chaux de Fonds (CH), "La Lutherie Neuchateloise et l'Exemple des Maîtres Français“, Mostre e concerti.
- 1981: Musée d'Art et Histoire di Neuchatel (CH), "Le Stradivarius Maréchal Berthier", Mostre e concerti.
- 1989: Galerie Gabus, Bevaix (CH), "Musique Musique", Mostre e concerti, Strumenti antichi, manoscritti musicali, quadri a tema musicale e vendita all'asta.
- 1993: Musée d'Histoire et Medaillier, La Chaux de Fonds (CH), "Huit violons de Stradivarius“, Violini e iconografia; 8 concerti.
- 1994: Divonne (Francia), Festival de Musique, "Huit violons de Stradivarius“, ripresa della mostra di La Chaux-de-Fonds, concerti, conferenze trasmessi su France Musique e Espace 2.
- 1998: Este (Padova), Palazzo Comunale, Festival della Musica. "8 violini di Stradivari“, Mostra e Concerti.
- 1999: Este (Padova), Palazzo Comunale, Festival della Musica, Mostra di pochettes (60 strumenti e iconografia).
- 2000: Bruxelles (B), Hotel-de-Ville1, “L'Age d'Or du violon“, Mostra di grandi violini e strumenti antichi a corda, conferenze e concerti.
- 2001: Valencia (E), Palau de la Musica1. Mostra di grandi violini, pochettes e archetti, concerti e conferenze.
- 2001: Bruxelles (B), Conservatoire, "Les violons d'Ysaye“, In occasione del 50º anniversario del Concorso "Reine Elisabeth“. Mostra di grandi violini appartenuti a Eugène Ysaye, manoscritti, Concerti e conferenze.
- 2001: Roma, Castel Sant'Angelo, "L'Arte del violino, la Liuteria classica italiana e la Scuola di Roma“ 40 strumenti antichi prestigiosi (fra cui 9 Stradivari), documenti, manoscritti, quadri, 9 concerti e 2 conferenze e dibattiti.
- 2002 – 2005: "La grande storia del più piccolo strumento ad arco o la pochette del Maestro di ballo", Mostre di Pochettes (80 strumenti, iconografia, danza e musica):
  - Kronberg (Francoforte), Cancelleria – Festival del Violoncello, settembre 2002.
  - La Chaux de Fonds (CH) - Musée d'Histoire Ottobre 2002
  - Limoges (Francia) – Museo Nazionale “Adrien Dubouché” della porcellana 2005
- 2003: Stresa (Lago Maggiore) - Isola Bella, Palazzo Borromeo, in collaborazione con la Fondazione Pro Canale di Francesca Peterlongo, "I tesori della liuteria italiana, Antonio Stradivari a 40 anni dalla storica mostra di Stresa (1963 – 2003)”, 12 Stradivari esposti, 2 Concerti.
- 2007 – 2009: Gstaad (CH), Festival Menuhin, Tre partecipazioni annuali, mostre, ateliers e conferenze.